# The Egyptian Mummy (film 1914)
The Egyptian Mummy è un cortometraggio muto del 1914 diretto da Lee Beggs.
L'anno precedente, la Kalem aveva distribuito un suo The Egyptian Mummy interpretato da Ruth Roland.

## Produzione
Il film fu prodotto dalla Vitagraph Company of America.

## Distribuzione
Distribuito dalla General Film Company, il film uscì nelle sale cinematografiche statunitensi il 16 dicembre 1914. Copia del film viene conservata negli archivi della Film Preservation Associates (Blackhawk Films collection). Nel 2006, la Unknown Video DVD edition è uscita con un'antologia in DVD comprendente anche la versione masterizzata del film in Nickelodia Volume 1 (1911-1915). Nel 2008, un'altra edizione è stata distribuita nel Regno Unito.